# Remaneicinae
Remaneicinae es una subfamilia de foraminíferos bentónicos de la familia Remaneicidae, de la superfamilia Trochamminoidea, del suborden Trochamminina, y del orden Trochamminida. Su rango cronoestratigráfico abarca el Holoceno.

## Discusión
Clasificaciones previas incluían Remaneicinae en el suborden Textulariina del Orden Textulariida. Otras clasificaciones lo han incluido en el orden Lituolida.

## Clasificación
Remaneicinae incluye a los siguientes géneros:
- Bruneica
- Remaneica
- Remaneicella
- Septotrochammina

Otro género considerado en Remaneicinae es:
- Selknamella †